# Lac de Cairn Curran
Le lac de Cairn Curran (en anglais : Cairn Curran reservoir) est un lac de barrage d'Australie situé le long de la rivière Loddon, près des localités de Baringhup (en), Newstead (en) et Welshmans Reef, dans l'État de Victoria. Il a été construit entre 1947 et 1956,,,,,,,,
C'est principalement un réservoir pour l'irrigation ; il possède un club de yacht et est une destination populaire de pêche et de ski nautique. Le lac de Cairn Curran fait partie d'une chaîne de lacs de barrage le long de la rivière Loddon qui comprend également le lac de Newlyn, le lac Hepburns, le lac Tullaroop et le lac de Laanecoorie.
Une centrale hydroélectrique de 2 MW produit de l'électricité dans les périodes d'irrigation et de lâchers de crues,.